# 食糧危機
食糧危機（しょくりょうきき、英語: food crisis）とは、食料不足に起因する社会問題である。
有体に言えば「食糧不足が危機的状況に達すること」（ないしそれに対する懸念）であるが、食料の不足はすなわちこれを消費する社会全体に影響を及ぼし、社会体制の現状維持が難しくなることなども懸念される。
これらの発生要因として21世紀初頭の現時点で懸念されているのは、人口爆発、世界的な異常気象による不作、地球温暖化の影響による気候の大幅な変動、世界大恐慌など経済的な混乱、バイオ燃料への過剰な転換による食糧生産能力の低下、食糧不足を背景とした穀物商社による寡占、特に開発途上国においては、国内のインフラストラクチャーの未整備を背景とした食料流通の困難、農家保護を目的とした国々の高い関税に阻まれることで、輸出の拡大を通して現金収入確保や生産拡大の困難なども懸念される。
特に人間が生活に必要な活動エネルギー（生理的熱量）を得るための穀物および芋など主食作物の生産に関する問題や価格高騰は、これに依存して生活する側の生活を困難にさせ、社会構造の維持が困難になると考えられる。

## 地球温暖化に関する懸念
地球温暖化は、世界規模で気候が変動、従来の穀倉地帯が食糧生産に適さなくなるような砂漠化の進行や、南極をはじめ様々な地域の氷床の融解による海面上昇に伴い土地面積の減少が挙げられる。
また暴風雨が頻繁に発生し、沿岸部では風雨による直接的な損害（洪水）のほか、塩害の発生など、様々な問題が予測されている。また、世界各地で蝗害（こうがい）が発生し、地球規模で連鎖的に蔓延する事態ともなる。
一方で、海洋資源においては二酸化炭素の溶融で酸性度や水温が上昇し、水溶酸素濃度が低くなり海藻やプランクトンが育たなく、世界各所の海流が蛇行していて安定した漁獲量が見込めていない。

## 代替的な食料資源
食糧危機では、単一ないし固定的な食料供給源依存している状態（モノカルチャー）にで、従来からの食料調達元が利用困難になると、問題が一気に深刻化すると考えられる。このため、食料資源を他の物に切り替えたり、より様々なものを食料資源として流用することで問題を回避しようという考えもある。
昆虫食
いわゆる昆虫食は、郷土料理など古い形態の食文化の中に伝統的に組み込まれているが、これは昆虫食の対象となる昆虫が、良質な蛋白資源として、また比較的繁殖力が強く容易に得られる生物資源であるために利用されてきた。これを食べ慣れない側からするとゲテモノ（奇食）の範疇で嫌悪される場合もあるが、現在食肉を得るために飼育されている草食動物などに比較すると、より少ない飼料で同量の蛋白資源が得られると考えられる。
微生物
食料資源の生産を、微生物で行おうという考えがある。よく知られ食料資源として利用されているものにはクロレラや海苔など藻類があるが、酵母も様々な栄養素を生産できることから注目されている。
1960年代には、石油精製時の副産物であるパラフィンを使い、酵母を培養して得られる石油タンパクの開発も盛んに行われた。
遺伝子工学（バイオテクノロジー）
遺伝子工学を利用することで、より生産性の高い作物を創出したり、あるいは栄養価の高い食料を得ようという考えがあり、この分野では遺伝子組み換え作物など議論の的になることもあるが、安全な食料資源として利用できれば、より大きな恩恵を生むと考えられている。しかし同時に、安全性の面からや生物多様性の問題、あるいは生命倫理など様々な問題を含んでいる。
海洋資源
海は様々な生命が育まれている場所だが、魚類などの多くは標準的な食料として利用されている。このほか、オキアミなど動物性プランクトンも栄養が豊富で、総量的にも生物資源として膨大なものがあり、注目されている。
代替肉
元々はベジタリアンやヴィーガンといった思想信条など（健康上の理由を含む）により肉を食べることを避ける人のための植物由来のタンパク質を加工した食品が主だったが、畜産の環境負荷が大きいことからこれに危機感を抱く層にも注目を集めており、2010年代から徐々に一般にも流通し始めている。このほかバイオテクノロジーを利用し食肉を培養した動物細胞から得ようという研究も進められている。こういった時流以外にも2019年より新型コロナウイルス感染症の世界的流行にも伴い畜肉のバリューチェーンが不安定化、その陰で植物由来の代替肉消費も増えているという。

## その他
- 2020年9月、日本の食肉商社により、国家のデフォルトや戦争、パンデミックや大災害による食糧危機に備えて一般消費者向けに現物（食肉）で保障する保険を超えたサービスが、世界で初めて商品化された。日経新聞の輸入生鮮・豚肉冷凍欄の価格が3,500円/kg以上になった場合に設定され、食糧危機さえ発生すれば自動的に翌月から証明が不要で10ヶ月に渡って給付が受けられる[3]。